# Iosif Conta
Iosif Conta (Arad, 14 septembre 1924 – Bucarest, 8 novembre 2006) est un chef d'orchestre roumain.

## Biographie
Iosif Conta entre successivement aux Conservatoires d'Arad, Cluj, Timișoara et Bucarest où il étudie la direction avec Constantin Silvestri et George Georgescu. Il se perfectionne également à Londres. En 1952, alors qu'il est encore étudiant au Conservatoire de Bucarest, il devient rédacteur en chef du mensuel roumain sur la culture, la politique et la science, Contemporanul (« Contemporain »). À partir de 1954, il est chef d'orchestre et directeur adjoint de la Radiodiffusion, où se déroule l'essentiel de sa carrière.
En 1964, il dirige la première audition, en Roumanie, du poème symphonique Vox Maris de Georges Enesco, interprétée par l'Orchestre symphonique de la radio roumaine.
Iosif Conta reçoit le titre d'artiste émérite de la République populaire roumaine « pour la qualité exceptionnelle de son activité dans le domaine du théâtre, de la musique, des arts plastiques et du cinéma ».
Son nom est lié à celui de l'Orchestre de la radio de Bucarest avec lequel il effectue de nombreuses tournées à l'étranger. Depuis 1982, il se consacre également à l'enseignement de la direction d'orchestre à l'Université nationale de musique et choisi de 1986 à 1992, de diriger l'orchestre d'Izmir en Turquie, tout en enseignant au Conservatoire.
Son fils, Vladimir Vlad Conta (ro), est également chef d'orchestre.

## Créations
- Pascal Bentoiu, Imagini Bucareștene (1959)
- Zeno Vancea, Concerto pour orchestre (1962)
- Georges Enesco, Ballade (1963)
- Georges Enesco, Vox Maris (1964)
- Mihail Jora, Îtoarcerea din adîncuri, ballet (1965)
- Mihail Jora, Hanul Dulcineea, ballet (1967)
- Mihail Andricu, Symphonie no 11 « In Memoriam » (1971)
- Marcel Mihalovici, Symphonie no 5 (1971)
- Pascal Bentoiu, Symphonie no 4 (1979)
- Corneliu Dan Georgescu (ro), Symphonie no 2 (1982)

## Discographie
Iosif Conta a enregistré pour les labels Electrocord et Marco Polo.
- Georges Enesco, Sinfonia concertante pour violoncelle et orchestre - Valentin Arcu, violoncelle ; Orchestre de la radio roumaine (1988, Marco Polo) (OCLC 24503111)
- Georges Enesco, Rhapsodies Roumaines - Orchestre de la radio roumaine (Marco Polo) (OCLC 71790253)
- Georges Enesco, Suite nos 1 et 2 - Orchestre de la radio roumaine (1988, Marco Polo 8.223144)
- Georges Enesco, Suite no 3 - Orchestre de la radio roumaine (1988, Marco Polo 8.223145) (OCLC 775021026)